# Kuruc.info
A Kuruc.info magyar nemzeti radikális, neonáci híroldal. Önmeghatározása szerint „korlátlanul magyar”, illetve „egyfajta ellenállási mozgalom”. A Kuruc.infót sok hazai sajtótermék a magyar szélsőjobboldalhoz sorolja. Magyarországi szerkesztői álneveket használnak, az oldal amerikai szerveren üzemel.
Működését kezdetben sorozatos botrányok kísérték provokatív szóhasználata, rasszistának, szélsőjobboldalinak minősített szemléletmódja, cigányokkal, zsidókkal és négerekkel szemben ellenséges hangvétele és személyes adatok közzététele miatt. A portál pozitív színben tünteti fel Adolf Hitler német diktátort.  2007 októberében az oldal hídblokádot szervezett az Erzsébet hídra.
2008 nyarán az akkori, szocialista kormány az oldal betiltását próbálta elérni, azonban csak egy hónapig tudták megakadályozni a működését.
Az oldal fő tematikája, főmenüje jelenleg (2024):
- antimagyarizmus
- cigánybűnözés
- LMBTQP+
- háború
- migránsbűnözés
- humor
- zsidóbűnözés
- videók

Korábban használt tematikákː
- holokamu
- géntemető (korábban iWiW)
- kultúra
- politikusbűnözés

## Önmeghatározása és jellemzői
Önmeghatározása szerint „korlátlanul magyar”, de korábban még a „keresztény-konzervatív szellemiség” is szerepelt a jellemzésében.  2007 októbere, a hídblokád szervezése óta önmagát „egyfajta ellenállási mozgalomnak” is nevezi; törölt korábbi bemutatkozó szövege szerint „a tájékoztatáson kívül a performansz eszközeit is igénybe veszik a társadalomra és a magyarságra veszélyt jelentő jelenségek bemutatására”.
Főszerkesztő-helyettese szerint „egy olyan diktatúra idején, mint a Gyurcsányé, semmibe kell vennünk a balliberálisok és áljobbos kollaboránsaik jogait. Mert egyet nem bírnak: a megszemélyesítést, a rámutatást. Amíg politikai foglyokat kínoznak és szemeket lőnek ki, addig nem érdekel minket Kóka Jani vagy Péterfalvi személyiségi joga.”
A fenntartók szerint az oldal „írásainak jelentős része a kettős mérce elleni küzdelem jegyében születik, hangvétele erősen kritikus majdnem minden politikai irányzattal és párttal szemben, a magyar nacionalizmust és a Mi Hazánkat (korábban a Jobbikot) leszámítva. Újságírói úgy vélik: a más sajtótermékek által tabuként kezelt témák publikálása is kötelességük, arra való tekintet nélkül, hogy a feltárt tények milyen érdekeket sértenek.”
- 2006. március 15-én a budapesti Múzeum körúton Gyurcsány Ferenc miniszterelnök beszéde alatt egy Dávid-csillagot viselő férfi összetűzésbe keveredett az ellentüntetőkkel; ennek során letépte egy 13 éves kislány, Könnyű Alexandra kokárdáját, és arcul ütötte. Az esetet rögzítette a Hír TV kamerája, így nagy nyilvánosságot kapott. A kuruc.info magyarellenes atrocitásnak és zsidó gyűlölet-bűncselekménynek minősítette,[17] és Tomcat kezdeményezésére jutalmat ígért az akkor még ismeretlen tettes kilétének kiderítéséért, akit végül az oldal olvasói azonosítottak.[18] Az elkövetőt, Fok Balázst a bíróság 2007 decemberében bocsánatkérésre kötelezte, amit Alexandra és családja elfogadott.
- A Kuruc.info (a Bombagyár nyomán[19]) tárta fel Csintalan Sándor, volt MSZP-alelnök bal- és jobboldali pártokhoz is köthető cégbirodalmának egyes részleteit. Az oldal állítása szerint Csintalan a HírTV tulajdonosa.[20] Csintalan nyilatkozata szerint ez nem igaz, bár üzleti partnere az egyik, HírTV-részvényes cég. Az oldal a Csintalan megverésekor is figyelem középpontjába került, mivel elsőként közölte a támadást felvállaló Magyarok Nyilai Nemzeti Felszabadító Hadsereg által készített, bizonyítékként szolgáló képeket.[21]
- Cikkeire jellemző a rasszista, az etnikai hovatartozást az ember legfontosabb jellemzőjének tekintő szemléletmód. A cikkek címében szerepel, ha azok szereplője a szerkesztők szerint zsidó, cigány (a lap szóhasználatában „ork”) vagy fekete (a lap szóhasználatában „nigger”[22][23]); az ilyen cikkek sokszor negatívumokat tartalmaznak. Előszeretettel szemléz vélhetőleg cigányok által elkövetett bűncselekményekről szóló cikkeket. Azzal vádolja a fősodorbeli médiát, hogy a származást javarészt nem közli, kivéve ha az áldozatok romák, az elkövetők magyarok. A cigánybűnözés témájában gyakran jelentet meg olvasói leveleket. Ezen levelek személyes tapasztalatokról számolnak be.
- Az oldal rendszeresen közöl Izrael-ellenes cikkeket és riportokat, főleg a libanoni háborúhoz és a palesztinok helyzetéhez kapcsolódóan.
- Itt jelent meg elsőként a magyar sajtóban Simón Peresz beszéde képanyaggal is alátámasztva, amelyben az izraeli elnök többek között Magyarország felvásárlásáról beszélt.[24][25]
- Rendszeresen és részletesen közölte az MSZP-SZDSZ kormány és a parlamenti ellenzék összeszavazásait. A lap a parlamenti pártokat rendszeresen a „parlamenti egypárt” jelzővel illeti.[26]
- 2010-ben, a holokauszttagadás elleni törvény hatálybalépésekor a Kuruc.info nyilvános vitát szervezett a Holokausztról, holokauszttagadásról. A vita résztvevői egyik oldalon Perge Ottó, a hírportál publicistája és Jürgen Graf Oroszországban élő svájci holokausztrevizionista, a másikon Karsai László holokausztkutató és Ungváry Krisztián történész voltak. A vita során összesen 30 írást publikáltak a résztvevők.[27]

## Története
Elődje a 2004. december 5-i kettős állampolgárságról szóló népszavazás előtt létrehozott kettosallampolgarsag.hu nevezetű weboldal, melynek deklarált célja a Kuruc.info szerint „az elszakított részeken élő magyarság magyar állampolgárságának visszaadása és a szavazással kapcsolatos tájékoztatás volt”. 2004-ben a weblappal azonos domainnevű e-mail-címről érkezett kéretlen levelek ügyében az adatvédelmi biztos állásfoglalása jogellenes adatkezelést állapított meg. A honlap többek között az auschwitzi Élet Menetéről megjelentetett kommentárjával és Para-Kovács Imre publicista lakcímének nyilvánosságra hozatalával okozott botrányt a hazai közéletben; az utóbbit perindítás és az oldal működésének néhány órányi szüneteltetése követte.
A Kuruc.info saját bemutatkozó oldala szerint a kettosallampolgarsag.hu „a sikertelen népszavazás után is folyamatosan növekvő látogatottságot produkált, ezért a szerkesztők úgy gondolták, hogy az oldal eredeti céljain túlmenően, más néven és kiegészült profillal folytatják tevékenységüket. 2005 őszén elindult a Kuruc.hu hírportál, amely rövid, mindössze két hónapos működést követően megszűnt a szerkesztőség és a domainnevet tulajdonló Magyar Hírforrás Alapítvány közötti nézeteltérések miatt: az alapítvány úgy érezte, hogy a portál hangneme lejáratja a radikális jobboldalt. A szerkesztőség 2006. február 1-jétől Kuruc.info néven működteti tovább a hírportált.”
A domain cím 2005. december 30-án került regisztrálásra, melynek tulajdonosi és egyéb  adminisztrációs adatait (elérhetőségeit) – a névtelenség megőrzése végett – a Domains by Proxy LLC cég mögé rejtették.
A 2006. szeptember 17-én kezdődött tiltakozások során a weboldal azonosult az MTV székházát megostromlókkal és a 2006 őszén a kormány elleni más tüntetéseken résztvevőkkel, akiket „forradalmároknak” nevezett.
A Kuruc.info 2007. október 26-ára – a taxisblokád évfordulójára – hídblokádot szervezett az Erzsébet hídra.

### Leállítások
2008 nyarán több kísérlet történt az oldal leállítására, melyet a magyar kormány kezdeményezett az oldal szolgáltatóinál. A kormány már korábban is próbálkozott a készítők felkutatásával, viszont kéréseit az amerikai fél rendre a szólásszabadság alkotmányos jogára hivatkozva utasította el.
Az oldal elérését először 2008. július 4-én délután 3 órakor tiltotta le a szolgáltatója, az amerikai SoftLayer cég. A Kuruc.info első közleménye szerint nem történt amerikai hatósági intézkedés, csak a szolgáltató egyoldalú döntése volt, amiért pert indítanak majd. Ígéretük szerint más országból működtetik az oldalt is.
Megjegyzendő, hogy egy nappal később, 2008. július 5-én több más, a magyarországi radikális jobboldalhoz kötődő honlap (Szent Korona Rádió, Gondola, a Jobbik és a Magyar Gárda honlapja) is működésképtelenné vált, de ezek pár nap múlva ismét elérhetővé váltak.
Az oldal július 10-én indult újra, a szervert továbbra is az USA-ban, ám egy másik szolgáltatónál (Layered Technologies) üzemeltetve. Az új szolgáltató július 15-én szüntette meg az elérést felhasználási feltételek megsértésére hivatkozva, így csak egy statikus oldal volt elérhető a webcímükön, melyen reklamáló e-mailek küldésére biztatták az olvasókat.
Július 19-én jelentette be Draskovics Tibor igazságügyi és rendvédelmi miniszter, hogy a leállítás a magyar kormány kérésére történt. A Bombagyár információi szerint a magyar kormány titkosszolgálati eszközökkel, a szolgáltató elnökének megfenyegetésével érte el a leállítást. Szilvásy György titkosszolgálatokat felügyelő miniszter egy újságírói felvetésre, miszerint azért nem talál új szolgáltatót az oldal mert valakik nyomon követik a vándorlását így felelt: „A feltételezés megállja a helyét, ám arról már nem szívesen beszélnék, hogy kik, milyen technikával, milyen módszerekkel érik ezt el” A Hírszerzőnek egy névtelenséget kérő ügyvéd bejelentette, hogy ő fordult Nancy Pelosihoz, a washingtoni képviselőház elnökéhez, amelyben elmagyarázta, hogy milyen károkat okoz Magyarországnak ez a honlap, s ennek hatására kapcsolták le végül az oldalt.
Az oldal hosszabb szünet után 2008. augusztus 18-án indult másodjára is újra. 22-én megint elérhetetlenné vált néhány órára, amikor az új szolgáltató, a Fortress ITX vizsgálat alá vonta szerződési feltételek megsértésének gyanúja miatt.

## Stílusa
A portál cikkeiben sokszor szerepelnek az olyan kifejezések, mint „judeonáci”, „cigánybűnöző”, „szélsőséges taknyok”, „homokos kormány”, „buzeroállamtitkár”, „buzeroterroristák”, az SZDSZ-t egy helyütt „a cionisták, pedofilok, buzeránsok és ávósfiak pártja”-ként azonosítja. „Ávósokként” aposztrofálja a rendőrséget és hazafiakként a Klubrádió munkatársait elkergetőket.
Zsidó mivoltukra célzó kiforgatott néven emleget sajtóorgánumokat: „Zsindex” (Index.hu, érdekesség hogy 2008-ban lefoglalták a zsindex.hu domaint is); „ZsOrigó” (Origo.hu), „168 Tóra” vagy „168 Menóra” (168 Óra); „Telaviv2” (TV2), s az MTI-t is rendszeresen a „hazug” és „cionista” jelzőkkel illeti, valamint „Magyarországi Talmudista Irodának” nevezi. Nem kíméli a jobboldali médiát sem: „Strabag Nemzet” (Magyar Nemzet); „Álhír Tv” (Hír TV), „Bencsikrata” (Demokrata), „Heti Váladék” (Heti Válasz).
Nevek kiforgatását vagy gúnynevek használatát a kisebbségre is alkalmazza. A cigány gyerekeket például „cigányretek”-nek, a cigányságot „orkok”-nak nevezi, míg a zsidóságot „zsidrákok, zsidaja” néven emlegeti. Születtek gúnyos rámutatások politikusok (köztük Orbán Viktor) és más közéleti személyek kijelentéseinek kifigurázása nyomán is, így például a zsidókra „isten ajándékaiként”, a cigányságra „eltérő kultúraként”, „fiatalokként” vagy „rejtett erőforrásként”, „ómigránsként” utalnak.
Főszerkesztőként és főszerkesztő-helyettesként az oldal olyan neveket tüntetett fel, amelyek addig ismeretlenként Schmidt Máriával és a Fidesz alelnökeivel, Áder Jánossal majd Pokorni Zoltánnal szemben kritikus írásokat jegyeztek a Magyar Nemzet című, a párthoz közel álló lapban. A Fideszhez kötődő más ismert személyiségek neve is felbukkan az impresszumban, például „Mess up manager: Orbán V. Győző, Kommunikációs igazgató: Rákay Fülöp”. Az MSZP-hez kötődő más ismert személyiségek  neve is felbukkan az impresszumban, például „Személyiségi jogi tanácsadó”: Bárándi Zs. Gergő, „Korrektor”: Lendfai Ildikó. „PR-managerként” Jaross Andor, a náci megszállás alatt álló Magyarország belügyminiszterének nevét tünteti fel a weblap. „Logisztika, szállítmányozás: Endre László”, „Disztribúció: Leslie Baky”, ami a magyar zsidóság deportálásáért és a zsidótörvényekért felelős belügyi közigazgatási, illetve politikai államtitkár nevével azonos.
A weboldalon futó hirdetések zöme a Kuruc.infóval szimpatizáló üzleteké és weboldalaké, de megjelent rajta kéretlen reklám is, amely ellen az érintett cég hiába tiltakozott a szerkesztőségnél.

## Bírálatok
A Kuruc.info bírálói felróják, hogy kirekesztő szellemiségű, gyalázkodó, antiszemita és uszító, a „személyiségi jogok, illetve a köztársaság alapértékeinek lábbal tiprása” jellemző rá.
Rasszista szemléletmóddal, nyelvhasználattal, provokativitással és személyes adatok jogellenes közzétételével is vádolják. Azt is nehezményezik, hogy a hírportál olyan cikkeket közöl, amelyekben a magyarországi kisebbségek tagjai (elsősorban romák, zsidók és homoszexuálisok), illetve a külföldiek (főleg a szlovákok és a románok) hangsúlyozottan negatív összefüggésben jelennek meg, azok kiirtására buzdít.
2006 decemberében a weboldal „Cigánymosdatás a Néphazugságban" címmel tett közzé kommentárt, amelyben a romákat ábrázoló illusztráció aláírása „Golyót nekik, ne jogokat" volt; a képaláírást azóta eltávolították. Később a portál „Jobb ma kétszázezer kínai, mint holnap hárommillió cigány” címmel tett közzé felhívást és plakátot, amely szerint „minden tíz halott cigányért egy zöldkártya jár!”. Kaltenbach Jenő, a nemzeti és etnikai kisebbségi jogok volt országgyűlési biztosa szerint ezek a szövegek kimerítik a közösség elleni izgatás fogalmát, Szikinger István jogász szerint pedig a népirtás előkészületének is tekinthetők. A Nemzeti Nyomozó Iroda szerint viszont az írásokban a népirtás és a közösség elleni izgatás bűncselekménye azért nem valósult meg, mert az olvasói levelekből hiányzik az a törvényi tényállási elem – „közvetlenség” –, amely ezen bűncselekmények megvalósulásának megállapításához szükséges tényező.
Majtényi László volt adatvédelmi ombudsman szerint „sokkal súlyosabb támadás volt az alkotmányos alapértékek ellen, amikor a Kuruc.info a 2006-os zavargások ügyében eljáró bírák és ügyészek, illetve újságírók adatait tette közzé, mert akkor a cél alig titkoltan az igazságszolgáltatás tagjainak és a sajtó munkatársainak megfenyegetése volt”. Hozzátette: „bár egy jogállamban minden törvénysértés ellen fel kell lépni, szerinte tartózkodni kell az események „túlreagálásától” is. A hatalom nagy szívességet tesz, ha túl komolyan veszi az efféle szélsőségeket – fogalmazott, emlékeztetve arra, hogy a múlt század harmincas éveiben durva módszerekkel vertek szét egy nyilas tüntetést, és a párt a következő választáson minden korábbinál jobban szerepelt.”
Az oldal ellentettjének tekinthető a szélsőbaloldali Partizáninfó és a nácivadász blog, amely a kurucinfó-szerkesztők és más szélsőjobboldali személyek adatait igyekezett közzétenni.
A Médianéző Központ 2020-ban a "balliberális" médiumok közé sorolta.

## Jogszerűsége
A magyar Legfőbb Ügyészség egy személyes adatokkal való visszaélés gyanúja ügyében folyó nyomozás során 2007 januárjában a szerveradatok kiadására vonatkozó jogsegélykérelemmel fordult az Egyesült Államok igazságügyi minisztériumához, amely ezt 2007 októberében elutasította, arra hivatkozva, hogy „nem volt adat arra”, hogy a honlapon erőszakra hívtak volna fel. Ennek hiányában pedig a honlappal szembeni ottani kormányzati fellépés az amerikai alkotmány szólásszabadságot rögzítő első kiegészítésébe ütközne.
Egyes jogászi vélemények szerint az, hogy a weboldal külföldi szerverről működik, nem akadálya a törvénysértő adatközlés miatti büntetőeljárás megindításának és a felelősségre vonásnak, mivel „a magyar állampolgár által Magyarországon elkövetett bűncselekményre a magyar Btk. az irányadó”, márpedig „a Kuruc.info működtetője és a honlapon megjelent szövegek szerzője felelős minden közzétett mondatért”, sőt az álnevek ellenére „gyakorlatilag tudható”, kihez köthető a Kuruc.info.

### Kampánycsendsértés gyanúja
A portál – az Országos Választási Bizottság határozatai szerint – 2006 áprilisában többször megsértette a kampánycsendet, illetve félrevezető plakátkampányt folytatott.

### Személyes adattal való visszaélés
A portál 2006 októberében „törvénytelen, ávós időket idéző ítéletekkel sújtó, a politikai fogolykínzásokat előmozdító” „kommunista vérbíráknak” nevezte az MTV-székház ostromában és az azt követő zavargásokban résztvevők ügyében eljáró bírákat és ügyészeket, és a kossuthter.com nyomán, a neveket lakcímmel, fényképpel és telefonszámmal kiegészítve közzétette személyes adataikat. A lépés ellen – amelyet az adatvédelmi ombudsman magyarországi jogszabályokba ütközőnek minősített – közleményben tiltakozott a Fővárosi Bíróság, az ügyészség pedig nyomozást rendelt el az adatok közzététele miatt. A rendőrség 2006. október 9-én ismeretlen tettes ellen indított nyomozást személyes adattal való visszaélés – a bírák és ügyészek adatainak a személyiségi jogokat sértő, fenyegető célú közzététele – miatt. 2006. október 11-én a rendőrség házkutatást tartott Molnár Balázs akkori főszerkesztő lakásában, és lefoglalták a számítógépét.
2007 januárjában a honlap közzétette Schmidt Mária, a Terror Háza főigazgatójának mobilszámát, valamint egy neki tulajdonított, később hamisnak bizonyult híváslistát. A lépés ellen tiltakozó Péterfalvi Attila adatvédelmi biztos telefonszámát is nyilvánosságra hozták. Az ügyben az országos rendőrfőkapitány soron kívüli vizsgálatot rendelt el, ezzel kapcsolatban a rendőrség szóvivője megállapította, hogy a tartalom eltávolítására nincs mód, mivel a szolgáltató a magyar joghatóságon kívül esik, a nyomozás elrendelésének azonban nincs akadálya, mert a portált Magyarországon szerkesztik. Később a portál visszavonta a híváslistát, arra hivatkozva, hogy átverték őket.

## A szerkesztőség
A Kuruc.info szerzői anonim módon, álneveken tevékenykednek. Számos különféle forrás Molnár Balázst, Kürk Rolandot és Novák Elődöt nevezi meg az oldal irányítóiként.  Egyik rendszeres szerzője Lipusz Zsolt, a Jobbik nyíregyházi alapszervezetének volt alelnöke. Molnár ellen, aki egészen 2006-ig nyíltan vállalta főszerkesztőségét, 2008 decemberében az ügyészség vádat emelt a bírók adatainak 2006 őszi közzétételéért. 2011. november 7-én a Fejér Megyei Bíróság jogerős ítéletében bizonyítottság hiányában felmentette Molnár Balázst minden vádpont alól.
2012 szeptemberében az Átlátszó Oknyomozó Újságíró Központ nyilvánosságra hozta Varga Béla, egy Kaliforniában élő magyar származású borász nevét, mint aki a Kuruc.info internetes domain tulajdonosa. Később azt is megírták, hogy a Kuruc.info bankszámlája szintén Varga Béla tulajdonában van.

## Látogatottság
A Kuruc.info közlése szerint a látogatói szám 2009. február 9-én érte el az addigi maximumát, ezen a napon 336 805 látogatás és 194 024 egyedi látogató volt. A túlterhelés miatt azóta is többször csökkentett üzemmódban kellett dolgozniuk, ezért a jelenlegi[mikor?] 3 gépből álló szerverparkjuk jelentős fejlesztéséhez gyűjtést kezdtek olvasóik körében. Az Alexa.com mérése szerint 2010. április 12-én a Kuruc.info a 42. leglátogatottabb magyar internetoldal és a 3. leglátogatottabb magyar politikai híroldal. (Az alexa.com hitelessége azonban kétséges, mert nem reprezentatív mintán mér.) Az ITE.hu 2014 januári felmérése szerint a 34. leglátogatottabb magyar oldal napi 114 000 egyedi látogatóval.